# Неправый прав
«Неправый прав» (также «Ложь — это правда», англ. Wrong Is Right) — политический детектив о теориях заговора и исламистском терроризме по роману Чарльза Маккарри «The Better Angels». Этот фильм, главную роль в котором исполнил Шон Коннери, в своё время провалился в прокате и получил большое количество негативных критических отзывов в прессе. Его рейтинг на Rotten Tomatoes — 5.1/10. В Великобритании фильм вышел под названием «Человек со смертельными линзами» (англ. The Man with the Deadly Lens).

## Сюжет
Действие происходит в недалёком будущем, когда жестокость превратилась в национальный вид спорта, а все средства массовой информации опустились до уровня жёлтой прессы. Репортёр Патрик Хейл в ходе журналистского расследования выходит на ближневосточную секретную организацию, которая собирается организовать теракт в США.

## В ролях
| Актёр                | Роль                                      |
| -------------------- | ----------------------------------------- |
| Шон Коннери          | Патрик Хейл                               |
| Джордж Гриззард      | Президент Бедфорд Форрест «Фрости» Локвуд |
| Роберт Конрад        |                                           |
| Кэтрин Росс          |                                           |
| Джон Сейхон          |                                           |
| Генри Сильва         |                                           |
| Харди Крюгер         |                                           |
| Лесли Нильсен        | Франклин Мэллори                          |
| Пауль Ламберт        |                                           |
| Розалинд Кеш         |                                           |
| Дженнифер Джейсон Ли |                                           |